# Vri-Jade
Vri-Jade ist eine abgegangene Burg in der Gemeinde Jade im Landkreis Wesermarsch in Niedersachsen aus dem 15. Jahrhundert. 

## Aufbau
Die Oldenburgische Vogteikarte aus dem Jahr 1790 gibt die Position der Burg an. Sie stellt die Anlage rechteckig mit Graben und Wallsystem dar. Eine Bebauung war zu diesem Zeitpunkt jedoch nicht mehr vorhanden. Zur Zeit des Ersten Weltkrieges sollen noch doppelte Burgwälle mit einer Höhe von 1 m bis 1,5 m erkennbar gewesen sein. Das Innere der Burg war ein Plateau von 40 m × 30 m.

## Geschichte
Die Burg wurde im Jahr 1401 von Graf Dietrich (Der Glückliche) von Oldenburg und seinem Bruder Christian westlich der Jade errichtet. Die Anlage wurde im Jahr 1426 nach der oldenburgischen Niederlage gegen die Friesen bei der Schlacht von Detern durch die Friesen zerstört. Die Burg wurde später von Graf Gerd dem Mutigen von Oldenburg wieder aufgebaut. Im Jahr 1454 ist in einer Quelle nur noch von einem befestigten Haus die Rede, dieses war Ausgangspunkt für Raubzüge gegen Kaufmannsschiffe. Die von diesen Raubzügen betroffenen Hanseaten vernichteten die Burg im Jahr 1488 endgültig.

## Archäologie
Im Jahr 1997 war bei einer Begehung nur noch schwer der Verlauf der ehemaligen Gräben erkennbar. Eine Abbruchkante im südlichen Teil wurde festgestellt. Im Jahr 2006 wurde die Anlage beflogen. Bei der Auswertung der Luftbilder war im südlichen Teil eines Teiches eine Anlage von 70 m × 80 m mit Nordwest-Südost Ausrichtung erkennbar. Für die Einsaat von Grünland wurde das Innere der Anlage „gesäubert“. Bei dieser Aktion wurden Keramikscherben, Steinzeug, Spinnwirtel, Bodenfliesen, Dachpfannenreste, Backsteinbruch, Tierknochen, Eisengegenstände und Flussmuschelfragmente gefunden. Die Funde datieren vom 14. bis in das 16. Jahrhundert.